# 광덕초등학교 (경기)
광덕초등학교는 대한민국 경기도 안성시에 있는 공립 초등학교이다.

## 학교 연혁
- 1955.07.22 개교(3학급 편성)
- 1957.04.28 광덕국민학교로 승격
- 1996.03.01 광덕초등학교로 개명
- 1999.05.10 광덕초등학교 병설유치원 개원